# Videodnevnik
Videodnevnik ali videoblog, bolj znan pod tujko vlog, je oblika spletnika (bloga), ki vsebino namesto z besedilom podaja preko posnetkov, po navadi obogatenih z opombami, povezavami in fotografijami. Ta oblika beleženja dogodkov in podajanja osebnih izkušenj, mnenj in prepričanj je zelo razširjena na spletišču YouTube.

## Zgodovina
Newyorški umetnik Nelson Sullivan je bil poznan po snemanju videoposnetkov v slogu videodnevnikov po New Yorku in Južni Karolini že v osemdesetih letih 20. stoletja.
2. januarja 2000 je Adam Kontras v svojem spletniku objavil tudi posnetek selitve v Los Angeles. Novembra istega leta je Adrian Miles objavil film, sestavljen iz sličic, na katerih je razložil skovanko »vlog«, kakor je poimenoval svoj video. Filmar in glasbenik Luuk Bouwman je leta 2002 ustvaril ne več obstoječo spletno stran Tropisms.org kot videodnevnik z njegovih potovanj po zaključku študija. To je ena izmed prvih strani, ki so bile poimenovane kot videodnevnik (angl. vlog). Leta 2004 je Steve Garfield zagnal svoj lasten videodnevnik in razglasil to leto za »leto videodnevnika«.
Snemanje videodnevnikov je strmo poraslo po letu 2005. Yahoo! Videoblogging Group je zaznalo občutno povečanje v avgustu 2005. Danes najbolj priljubljeno spletišče za deljenje videoposnetkov, YouTube, je bilo ustanovljeno februarja 2005. Soustanovitelj Jawed Karim je na svojem kanalu »Jawed« naložil prvi videodnevnik na YouTubu z naslovom »Me at the zoo« (Jaz v živalskem vrtu) aprila 2005. Do julija 2006 je YouTube s 100 milijoni ogledov dnevno in 65.000 objavami na dan postal peto najbolj obiskano spletno mesto.
Številni odprtokodni sistemi za upravljanje vsebin so omogočili vključevanje videovsebin, zaradi česar lahko ustvarjalci videodnevnikov sami gostijo in urejajo svoja spletišča. Z razvojem pametnih telefonov, ki imajo vgrajene zmogljive kamere, je objava videovsebine mogoča praktično takoj po posnetju.

## Slovenski ustvarjalci videodnevnikov
Za nekatere ustvarjalce videodnevnikov to lahko predstavlja tudi glavni vir zaslužka. Vendar je zaradi majhnosti slovensko govorečega trga omejena tudi možnost zaslužka, ki izhaja predvsem iz trženja oglasnega prostora in drugih oblik trženja (umeščanje izdelkov).
Med najbolj spremljane slovenske videodnevničarje spadajo Sara Mozetič, ki obravnava predvsem tematiko ličil, okraševanja in kako kaj narediti sam, Barbara4u2c, ki razpreda o različnih temah: od družbenih pojavov, do jezikovnih zanimivosti slovenščine. Obe sicer večino prispevkov pripravita v angleščini. Med ustvarjalci videodnovnikov v slovenščini so bolj poznani Ciril Komotar, ki obravnava predvsem avtomobilistično področje, Lea Filipovič, ki v videodnevniku Lepa afna govori o ličenju in življenjskem slogu, Jani Jugovic, ki v videodnevniku Cool Fotr predstavlja dogodivščine starševstva, in drugi.